# Статья B²FH
B²FH (полное название Synthesis of the Elements in Stars) — научная статья, посвящённая ядерным реакциям в звёздах и образованию элементов во Вселенной. Опубликована в 1957 году и является одной из наиболее цитируемых статей по астрофизике. Сокращённое название статьи составлено по первым буквам фамилий её авторов: это Маргерит и Джефри Бербидж, Уильям Фаулер и Фред Хойл.

## Предыстория
В 1946 году Георгий Гамов и Фред Хойл независимо друг от друга опубликовали две научные статьи, в которых рассматривали вопрос возникновения химических элементов во Вселенной. Гамов утверждал, что химические элементы в первую очередь возникли вскоре после возникновения Вселенной при первичном нуклеосинтезе, а Хойл считал, что химические элементы в основном возникают в звёздах. До начала 1950-х годов гораздо большей поддержкой пользовалась теория Гамова — возникновение тяжёлых элементов в звёздах казалось маловероятным, поскольку для их синтеза требовались температуры на два порядка больше, чем в звёздах главной последовательности. Однако впоследствии и в теории Гамова обнаружились проблемы: наблюдаемый химический состав Вселенной был слишком неоднороден для такого повсеместного нуклеосинтеза, кроме того, отсутствие стабильных ядер с массовыми числами 5 и 8 делало практически невозможным синтез элементов с бо́льшими массовыми числами — по современным представлениям при первичном нуклеосинтезе сформировались лишь некоторые лёгкие ядра.
В 1950-е годы становились известными различные возможные ядерные реакции в звёздах: например, в 1952 году Эдвин Солпитер открыл возможность превращения в термоядерных реакциях гелия в углерод, а в 1953—1954 годах было открыто ядерное горение углерода и кислорода. Важную роль также сыграло обнаружение в 1952 году технеция в некоторых звёздах (названных технециевыми): изотопы этого элемента имеют период полураспада не более 4⋅106 лет, поэтому стало очевидным, что в звёздах образуются тяжёлые элементы и в некоторых случаях попадают на их поверхность.

### Идея и написание статьи
Авторы будущей статьи стали работать вместе после того, как Маргерит и Джефри Бербидж в 1953 году изучили спектры некоторых пекулярных звёзд с аномальным содержанием некоторых химических элементов. Их данными впоследствии заинтересовался Уильям Фаулер, а затем к ним присоединился Фред Хойл. Первоначально они стали исследовать s-процесс нейтронного захвата, которым ожидали объяснить наблюдаемый химический состав.
Хойл был автором идеи звёздного нуклеосинтеза и после публикации первой статьи в 1946 году написал ещё одну в 1954. Статья B²FH ссылается в том числе и на его работы, но в B²FH не был главным автором ни Хойл, ни кто-либо ещё: все четыре автора проделали сопоставимую работу.

## Статья
Под названием «Synthesis of the Elements in Stars» научная статья была опубликована в 1957 году в журнале Reviews of Modern Physics. Статья более известна под названием B²FH, которое составлено по первым буквам фамилий её авторов (англ. Burbidge, Fowler, Hoyle).
B²FH представляет собой обзорную статью, в которой сведены воедино разрозненные данные о ядерных реакциях в звёздах, как теоретические, так и наблюдательные. Также были получены некоторые новые результаты, например, были проведены некоторые расчёты для s- и r-процессов. В статье с хорошей точностью объяснено происхождение большинства химических элементов во Вселенной: ядерными реакциями в звёздах не удалось объяснить лишь возникновение дейтерия, гелия-3, гелия-4 и лития-7. Эти элементы, как впоследствии выяснилось, возникли при первичном нуклеосинтезе вскоре после Большого взрыва.
В статье также введены названия для различных процессов, помимо горения водорода и гелия:
- Альфа-процесс, при котором ядра углерода или некоторых более тяжёлых элементов могут захватывать альфа-частицы;
- e-процесс, происходящий в сверхновых, при котором прямые и обратные реакции приходят в равновесие и формируются элементы железного пика;
- s-процесс и r-процесс, при которых происходит «медленный» и «быстрый» захват нейтронов соответственно;
- p-процесс, при котором происходит захват протонов;
- x-процесс, объединяющий неизвестные авторам реакции, в которых должны были возникать дейтерий, гелий и литий.

## Признание
Статья B²FH стала одной из важнейших и наиболее цитируемых статей по астрофизике. На май 2022 года она имеет более 2600 цитирований. Среди астрофизиков даже возникла шутка: «Ранняя Вселенная создала водород и гелий, а Бербидж, Бербидж, Фаулер и Хойл создали всё остальное».
В 1983 году Нобелевскую премию по физике разделили Фаулер и Субраманьян Чандрасекар. Фаулер был удостоен премии «за теоретические и экспериментальные исследования ядерных реакций, формирование химических элементов во Вселенной». Сам Фаулер считал несправедливым, что Хойл не получил премию, поскольку именно Хойл был автором идеи статьи.